# Серж Генсбур
Серж Генсбур (на френски: Serge Gainsbourg) е френски музикант, автор на песни, актьор, писател, сценарист, режисьор и художник.

## Биография
Роден е на 2 април 1928 година в Париж в еврейско семейство на бежанци след окупацията на Харков от болшевиките през 1919 г. Баща му е музикант и още в ранна възраст го учи да свири на пиано.
След Втората световна война започва работа като учител по музика и рисуване, а след това е пианист в различни заведения. В края на 1950-те години получава известност с няколко песни, които пише за певицата Мишел Арно, и през следващите години се налага сред водещите фигури на френската популярна музика. Известен е с провокативните си текстове и широкото разнообразие от музикални стилове, в които работи – от традиционен шансон, джаз и поп музика до рокендрол, реге и фънк.
Серж Генсбур умира в Париж на 2 март 1991 година.